# Звёздный путь: Божественная вещь
Звёздный путь: Божественная вещь (англ. Star Trek: The God Thing) — нереализованный сценарий фильма, написанный Джином Родденберри для франшизы «Звёздный путь». После успеха сериала «Звёздный путь» в синдикации вещания в начале 1970-х годов Paramount Pictures стремилась создать собственный художественный фильм на основе сериала. Сюжет фильма рассказывает о экипаже «Энтерпрайза» после событий «Оригинального сериала»: когда инопланетная сущность объявляет себя Богом и начинает путешествие на Землю. Адмирал Джеймс Т. Кирк воссоединяет команду, которая отправляет её обратно в собственное измерение. Родденберри завершил историю 30 июня 1976 года, но Paramount отклонила сценарий по причинам, которые Родденберри приписал религиозным взглядам руководителей компании. Элементы сюжета были использованы в фильме «Звёздный путь 5: Последний рубеж».
После того, как Paramount отвергла фильм, Родденберри в конце 1970-х попытался создать роман «Дело о Боге». Он подписал контракт с Bantam Books на его публикацию, но не доработал из-за работы; сначала на «Фазе II», а затем на Кинофильме. Уолтер Кёниг помог Родденберри расширить роман. В 1991 году, незадолго до смерти Родденберри, его помощница Сьюзан Сакетт заново открыла для себя работу над романом. Фред Бронсон, чтобы расширить сделать его объёмнее, начал работу, но переговоры прекратились после смерти Родденберри и увольнения Сакетта из «Звёздного пути: Следующее поколение». Майкл Ян Фридман позже был привлечён к переработке, но книга так и не была опубликована.

## Предыстория
NBC отменил сериал «Звёздный путь» после третьего сезона в 1969 году, но эпизоды были выпущены в синдикацию, где они имели успех. Из-за этого успеха и откликов фанатов на научно-фантастических съездах, проводимых в честь сериала, Paramount Pictures вскоре попыталась создать фильм по сериалу. К марту 1972 года создатель сериала Джин Родденберри заявил, что есть интерес к художественному фильму «Звёздный путь» и что сериал может вернуться на телевидение на NBC.

## Сюжет
Пятилетняя миссия «Звездного пути» завершилась, и команда покинула свои посты на звездолёте «Энтерпрайз». Капитан Джеймс Т. Кирк получил звание адмирала, доктор Леонард Маккой покинул Звёздный флот, чтобы стать ветеринаром, а другие члены экипажа получили офисную работу. Инженер Монтгомери Скотт стал алкоголиком от скуки. Спок вернулся на свою родную планету, Вулкан, где стремился контролировать человеческую половину своей личности.
После того, как инопланетная сущность, объявляющая себя Богом, уничтожает космический корабль на пути к Земле, звездолёт «Энтерпрайз» стартует под командованием адмирала Кирка, чтобы атаковать корабль. Он собирает прежнюю команду, включая Спока, и отправляется на перехват инопланетянина. Когда они приближаются к сущности, она переносит на борт «Энтерпрайза» гуманоидный зонд, который принимает различные формы, включая форму Иисуса. Экипаж определяет, что существо и его корабль происходят из альтернативного измерения и несут ответственность за создание религии на многочисленных планетах, чтобы научить жителей своим законам в манере, понятной на определённом этапе развития. Существо неисправно; команда ремонтирует его и отправляет обратно в свое измерение.

## Производство

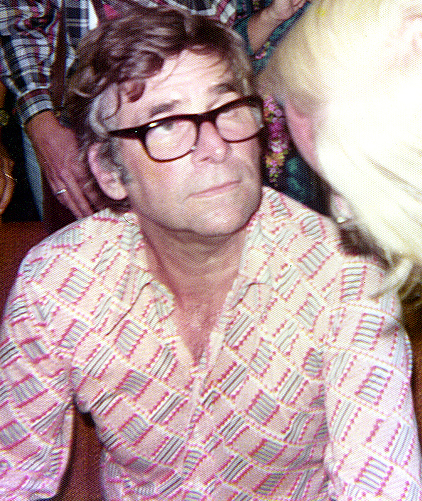
Джин Родденберри в 1976 году

В мае 1975 года Родденберри заключил контракт с Paramount на разработку, основная съемка которого должна была начаться 15 июля 1976 года, а бюджет составил 5 миллионов долларов. Он начал работать над сценарием; его первый вопрос касался формирования экипажа «Энтерпрайза», включая их обучение в Академии Звёздного флота и формирование Звёздного флота, но эта идея так и не была представлена Paramount. Его первым крупным представленным сценарием был «Дело о Боге». Сцена с обсуждением, в котором наставники Спока описывают религию на Земле, обеспокоила студию. Наставник говорит: "Мы никогда по-настоящему не понимали вашу земную легенду о богах. Особенно то, что многие из ваших богов говорили: «Вы должны кланяться животом каждые семь дней и поклоняться мне. Нам кажется, что они очень неуверенные в себе боги». Родденберри завершил сценарий 30 июня; Paramount отклонила его в следующем месяце. Студия также была недовольна сценариями Роберта Сильверберга, Криса Нопта, Дика Симмонса и Теодора Стерджона и отвергла их. Родденберри обвинил религиозных руководителей Paramount, включая Барри Дилера, в том, что они отвергли «Дело о Боге», историю, которую писатель Джон Повилл резюмировал так: «Бог был неисправным космическим кораблем».
Дата начала производства фильма была перенесена на 1977 год, и Paramount привлекла новых сотрудников. Джерри Изенберг был нанят в качестве исполнительного продюсера, который в сентябре 1976 года нанял британских писателей Брайанта и Скотта, чтобы они начали работу над новой обработкой, которая стала известна как «Звёздный путь: Планета титанов». После того, как это не удалось, Родденберри планировал вернуть «Звёздный путь» на телевидение в виде сериала «Звёздный путь: Фаза II», переработав «Дело о Боге» в пилотный эпизод сериала «По твоему образу». После того, как это тоже было отменено, история была снова переработана, чтобы стать фильмом «Звёздный путь: кинофильм».

### Новелла

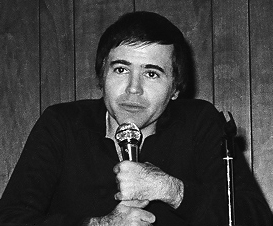
Уолтер Кёниг (на фото 1980 года) работал над расширением первоначального наброска новеллы Родденберри.

После отклонения сценария Родденберри планировал превратить свою трактовку в роман. После того, как его помощница Сьюзен Сакетт показала ему рукопись романа, который актёр Уолтер Кёниг попросил её напечатать, Родденберри обратился к Кенигу за помощью в работе над «Богом». Родденберри уже напечатал 68 страниц после месяца работы над ним, когда передал его Кёнигу, который добавил ещё 83 за два месяца. Родденберри воспринял изменения с энтузиазмом, но через несколько недель Сакетт сообщил Кёнигу, что проект закрыт. В своей автобиографии 1997 года «Искривленные факторы» Кёниг заявил, что у него всё ещё есть копии работы, которую он завершил над книгой.
В январском выпуске журнала Starlog за 1977 год Родденберри сказал, что не уверен, когда роман будет завершен, но подтвердил, что в нём будет обсуждаться значение Бога. К марту 1978 года роман считался наполовину законченным. Издательство Bantam Books сообщило Родденберри, что подождёт, пока он закончит работу над «Фазой II», чтобы возобновить работу над романом. Когда позже, в 1978 году, эта постановка превратилась в «Кинофильм», Бантам продлил Родденберри, потому что считалось, что новеллизация — это работа на полную ставку.
В 1991 году Сакетт обнаружила частично законченную рукопись, когда исследовала документы для своей книги «Inside Trek». Это побудило её предложить отправить его в Pocket Books, которая в то время владела правами на романы «Star Trek», несмотря на предварительное соглашение с Bantam. Родденберри не был в восторге от этой идеи, но редактор Дэвид Стерн из Pocket Books заинтересовался и хотел знать, смогут ли Сакетт и его коллега Фред Бронсон расширить и завершить её. Переговоры по контракту на работу начались в апреле 1991 года, за это время Сакетт перепечатал версию, потому что электронные версии не были доступны, а шрифт на существующей распечатке местами был бледным. Сценаристы имели дело с адвокатом Родденберри Леонардом Майзлишем, но переговоры длились более шести месяцев. Через два дня после смерти Родденберри 24 октября им сообщили, что работа над романом продолжена не будет. Сакетт сказал, что это могло быть связано с её увольнением из телесериала «Звёздный путь: Следующее поколение» после смерти Родденберри. Pocket Books пригласили Майкла Яна Фридмана для завершения работы, но она так и не была опубликована.

## Приём и наследие
«Божественная вещь» остается популярным среди поклонников «Звёздного пути» из-за сравнений с другими произведениями, такими как вышеупомянутый «Звёздный путь: кинофильм», в котором сущность, называющая себя В’гером, входит в пространство Федерации в поисках своего «создателя». В фильме «Звёздный путь 5: Последний рубеж», где команда встречает мессианскую фигуру и сущность, маскирующуюся под Бога. Родденберри выступил против сюжета «Последнего рубежа», не желая, чтобы фильм стал частью общего канона франшизы. Темы взаимодействия Родденберри с религией и Богом появлялись в других частях франшизы.
Эдвард Гросс охарактеризовал отказ Родденберри от «Последнего рубежа» как «ироничный» из-за сходства между этим фильмом и «Богом». В своей книге «Еврейские темы в «Звёздном пути» раввин Йонассан Гершом сравнил два сюжета, заявив, что они различаются подходами. Он сказал, что Родденберри хотел опровергнуть существование Бога в «Божественной вещи», тогда как Уильям Шатнер, снявший «Последний рубеж», стремился серьёзно относиться к Богу. Отчасти это произошло из-за новеллизации «Последнего рубежа», в которой первоначальная версия сцены должна была показать всевозможные религиозные выражения в финальной схватке с богоподобной фигурой в Ша-Ка-Ри. Однако эта сцена была упрощена для фильма из-за ограничений бюджета.